# آرام هاکوبیان
آرام خاچاتوری هاکوبیان (ارمنی: Արամ Խաչատուրի Հակոբյան؛ زادهٔ ۱۵ اوت ۱۹۷۹ در ایروان) یک بازیکن فوتبال در پست مهاجم اهل ارمنستان است.

## باشگاهی
از باشگاه‌هایی که در آن بازی کرده است می‌توان به زسکا ایروان، پیونیک، دوین آرتاشات، بانانتس، استال آلچفسک، استال کامیانسکه، ایلیچیوتس ماریوپول، ولگا اولیانوفسک، اولیس و ایمپالس اشاره کرد.

## ملی
وی همچنین در تیم ملی فوتبال ارمنستان بازی کرده است. هاکوبیان نخستین بازی ملی خود را در یک بازی دوستانه در تاریخ ۲ فوریه ۲۰۰۰ در مقابل مولداوی انجام داده است.